# Museo Municipal Punta Hermengo
El Museo de Ciencias Naturales Punta Hermengo es un museo de historia natural situado en la ciudad de Miramar, en la provincia de Buenos Aires, en Argentina, creado recientemente, el 20 de septiembre de 2019, a partir de las colecciones científicas del anterior Museo Municipal, hoy, soklo funciona en ese lugar el Museo y Archivo Histórico de Miramar.

## Ubicación
El Museo de Ciencias Naturales de Miramar Partido de General Alvarado, está ubicado en el ingreso al Bosque y Vivero Dunícola "Florentino Ameghino" de Miramar. Su nombre alude al accidente geográfico ubicado entre el muelle de pesca y entrada al vivero por la costanera de Miramar. Dicha punta fue cartografiada por el padre jesuita José Cardiel el 28 de mayo de 1748 como punta de "San Hermenegildo". En 1798 figura como "Pta de S. Hermeneg.°". Posteriormente se eliminaron letras hasta su nombre actual. El Museo está situado en el corazón de un lugar con riqueza paleontológica y cultural. Apareció como sitio en los trabajos de Florentino Ameghino en 1908.

## Historia
El anterior Museo Municipal fue fundado el 17 de agosto de 1977. Al principio su desarrollo fue lento y recién durante los años ochenta su colección comenzó a ampliarse y mejorar su calidad. Estaba dividido en dos Áreas: Ciencias Naturales e Historia Local. En el año 2015, fueron encontradas las primeras huellas fosilizadas de un gran tigre dientes de sable, las cuales eran únicas en el mundo, y fueron bautizadas como Felipeda miramarensis. Este hallazgo llamo la atención de la comunidad científica internacional, por lo cual, las autoridades municipales junto a la Fundación de Historia Natural Félix de Azara, proyectaron un nuevo museo dedicado exclusivamente a las ciencias naturales, trasladándolo a su nueva ubicación. 
El mismo fue montado e inaugurado en el chalet de los ingenieros, muy cerca de su ubicación anterior (hoy solo Museo y Archivo Histórico). Su actual propuesta educativa respeta los modernos estándares de exhibiciones y es una de las mejores instituciones del país en su tipo. Posee varias piezas únicas en el mundo, tanto en paleontologia, arqueología y zoología.

## Colecciones
Debido a la riqueza de fósiles que ofrece la región, la sala de paleontología es la más importante. En la misma se pueden apreciar los restos de animales extinguidos, sobre todo de la Megafauna. La antigüedad de los estratos en los que se han hallado fósiles va desde los 3,5 millones a unos pocos miles de años. Entre la fauna podemos nombrar Perezosos terrestres, Glyptodon, Mastodontes, Dientes de sable, Toxodon y antecesores de los caballos y camélidos modernos entre otros.

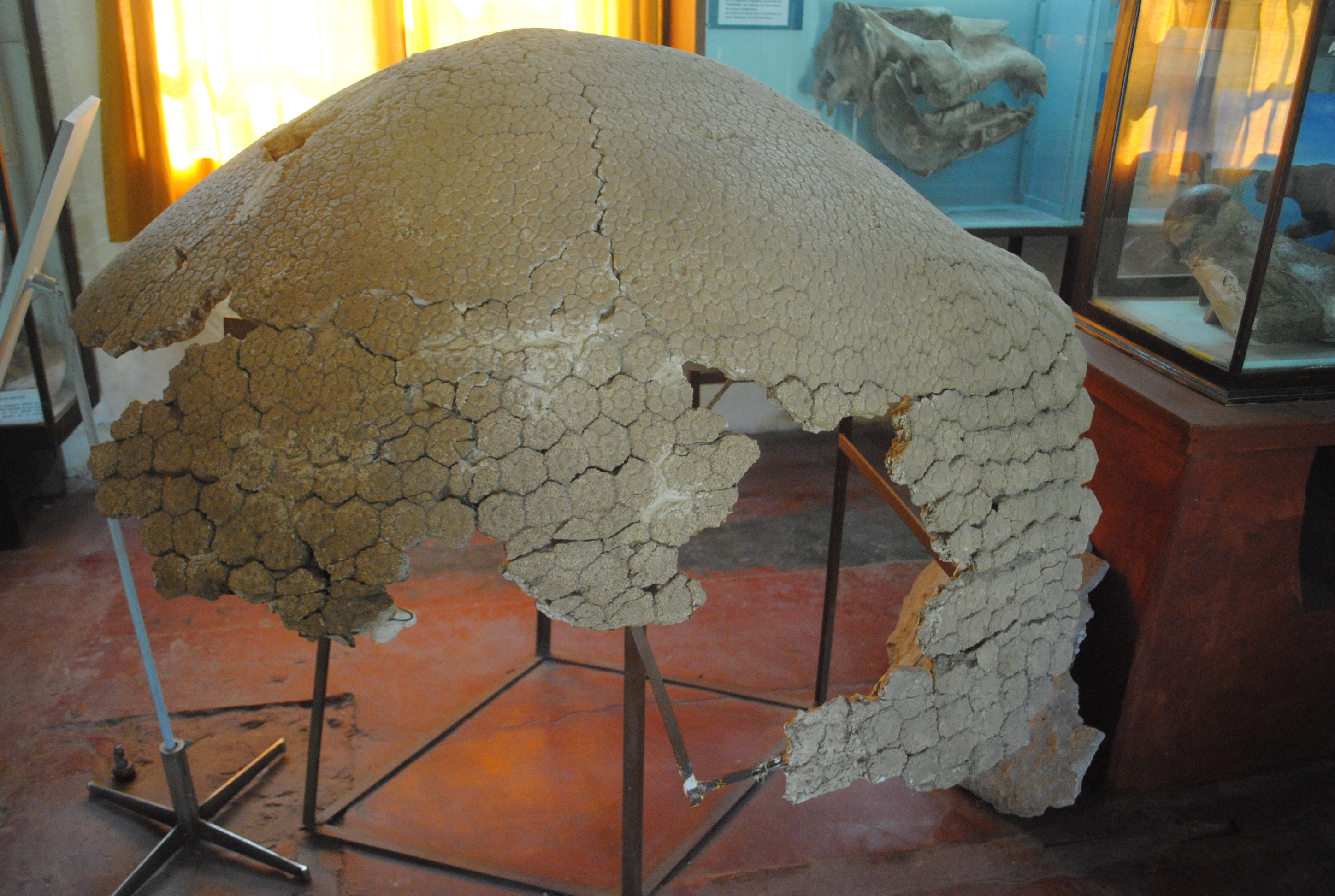
Caparazón de Gliptodon clavipes antigüedad aproximada 700.000 años.
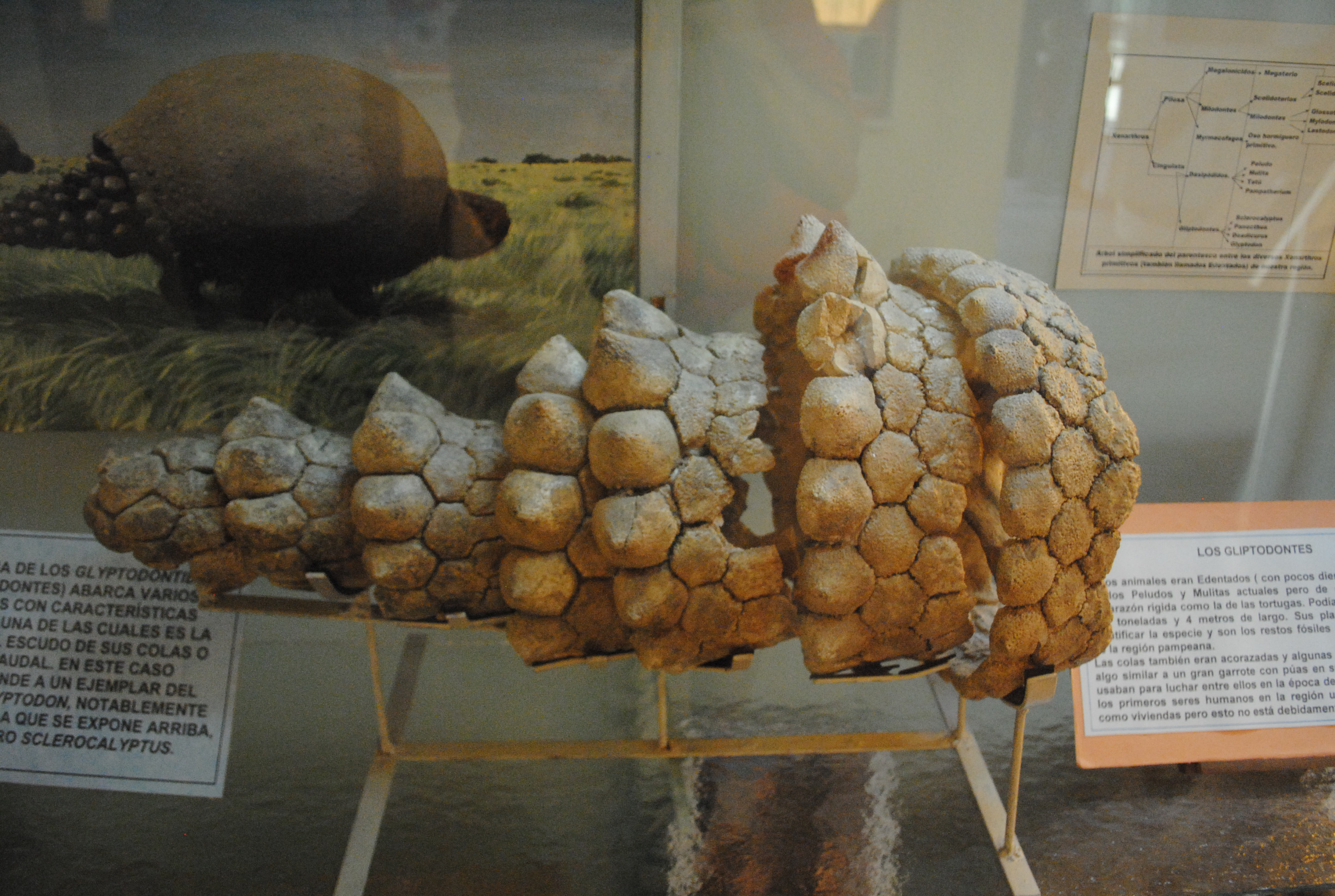
Cola de ejemplar del género Glyptodon.
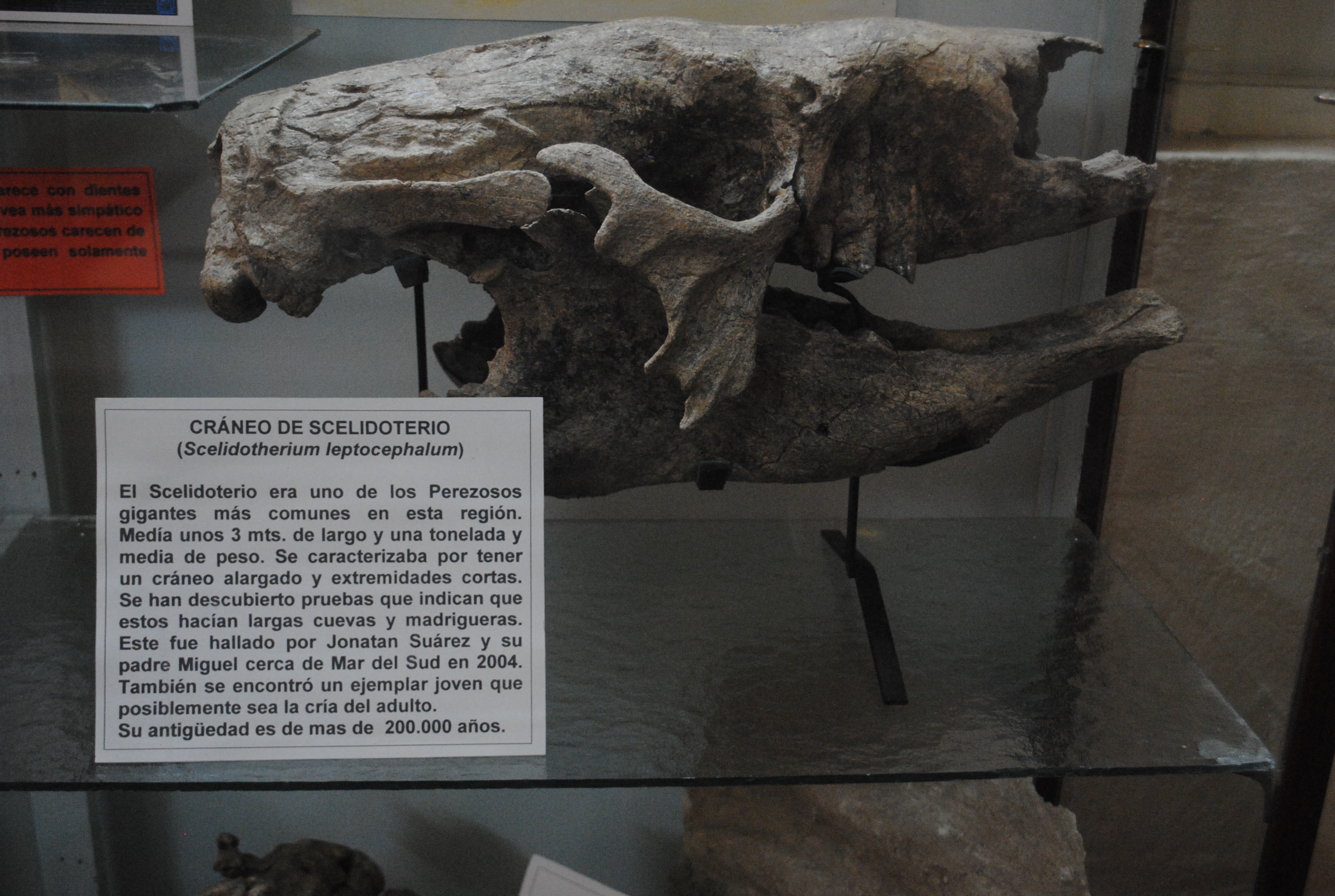
Cráneo de Scelidoterio.